# سدلتشانی
سدلتشانی (به چکی: Sedlčany) یک منطقهٔ مسکونی و شهرستان دارای شهرک سابقاً روستا در جمهوری چک است که در ناحیه پریبرام واقع شده‌است. سدلتشانی ۷٬۸۶۴ نفر جمعیت دارد.

## خواهرخوانده
شهر تورنی خواهرخواندهٔ سدلتشانی هست.